# Lindholm Høje

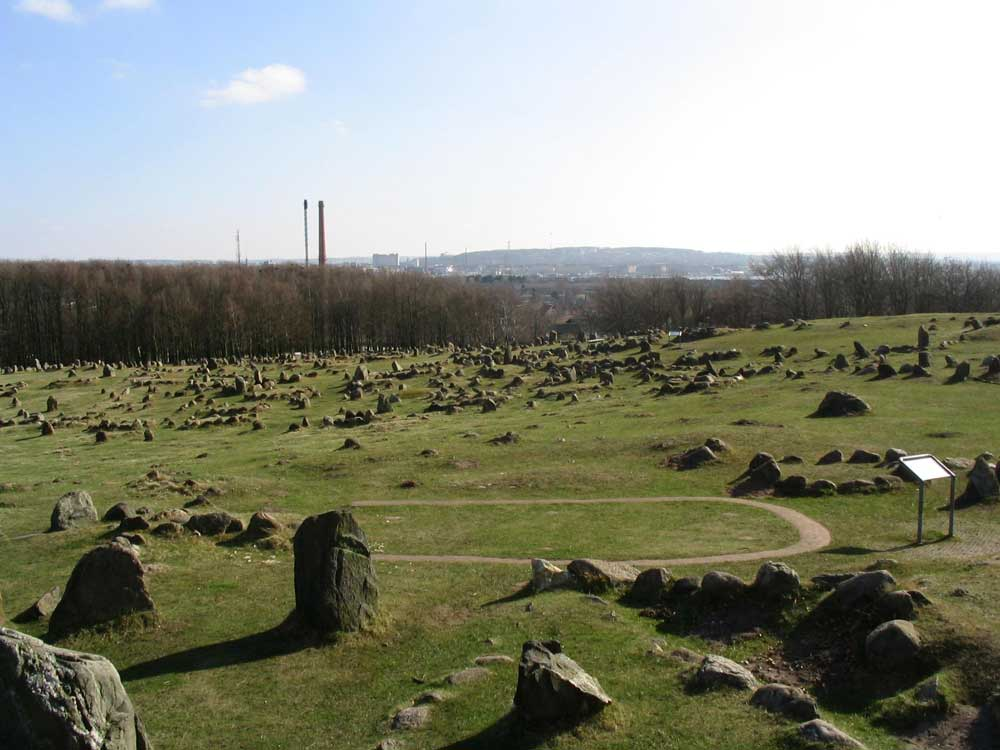
Lindholm Høje, em junho de 2004.

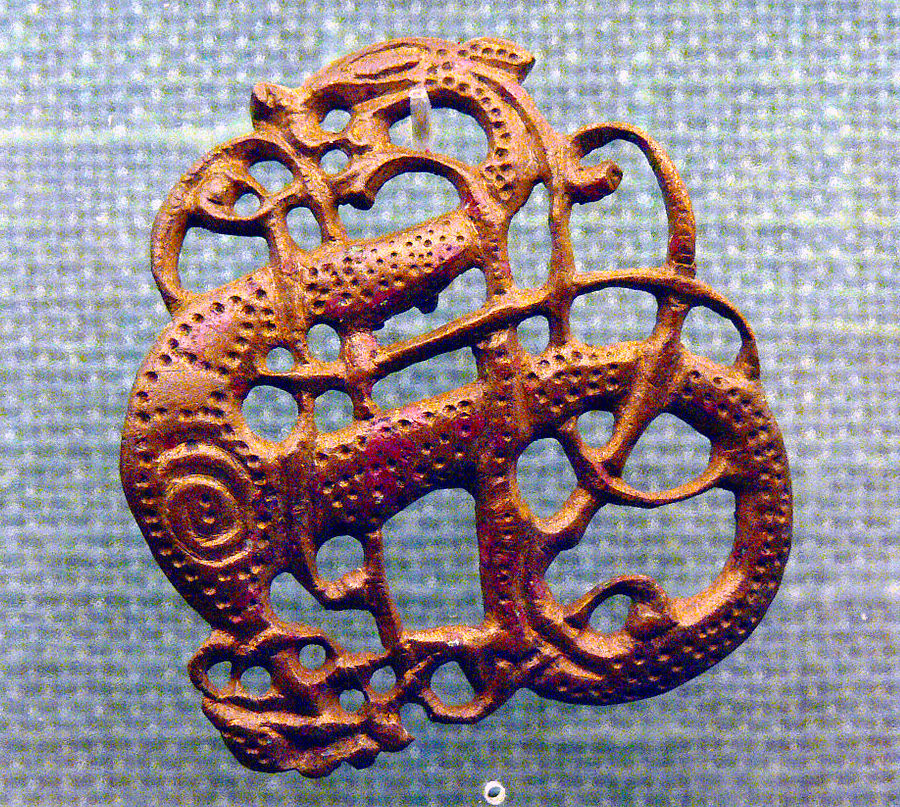
Ornamento de bronze dinamarquês do século XI, estilo Urnes. Em exposição no Museu Nacional da Dinamarca.

Lindholm Høje (nórdico antigo: haugr, colina ou monte) é um dos principais cemitérios víquingues e antigo assentamento situado a norte da cidade de Aalborg, na Dinamarca, com vista para a cidade. As primeiras grandes escavações no local tiveram início em 1952 na qual foram descobertos 700 túmulos. Diversas escavações tinham sido realizadas anteriormente, principalmente em 1889.
A zona meridional de Lindholm Høje remonta a 1000 - 1050 a.C., enquanto que a parte norte é significativamente mais recente, e remonta ao século V a.C. na idade do Ferro pré-romana.